# Storbritanniens Grand Prix 2005
Storbritanniens Grand Prix 2005 var det elfte av 19 lopp ingående i formel 1-VM 2005.

## Rapport
Tävlingen inleddes med en tyst minut för att hedra offren från bombdåden i London tidigare under veckan. 
Juan Pablo Montoya i McLaren, som startade från andra ledet, gjorde en kanonstart. Han körde om både Fernando Alonso i Renault och Jenson Button i BAR-Honda direkt och tog ledningen i loppet som han sedan behöll ända in i mål. Strax efter starten gulflaggades loppet och Safety Car kom ut efter att Takuma Satos BAR-Honda fått motorstopp under formationsvarvet. Beslutet var dock tvivelaktigt eftersom Satos bil redan hade flyttats undan. Kimi Räikkönen i McLaren, som hade den näst bästa kvalificeringstiden men som på grund av ett motorbyte fick starta från tolfte startpositionen, slutade på tredje plats efter Montoya och Alonso. 

## Resultat
1. Juan Pablo Montoya, McLaren-Mercedes, 10 poäng
2. Fernando Alonso, Renault, 8
3. Kimi Räikkönen, McLaren-Mercedes, 6
4. Giancarlo Fisichella, Renault, 5
5. Jenson Button, BAR-Honda, 4
6. Michael Schumacher, Ferrari, 3
7. Rubens Barrichello, Ferrari, 2
8. Ralf Schumacher, Toyota, 1
9. Jarno Trulli, Toyota
10. Felipe Massa, Sauber-Petronas
11. Mark Webber, Williams-BMW
12. Nick Heidfeld, Williams-BMW
13. David Coulthard, Red Bull-Cosworth
14. Jacques Villeneuve, Sauber-Petronas
15. Christian Klien, Red Bull-Cosworth
16. Takuma Sato, BAR-Honda
17. Tiago Monteiro, Jordan-Toyota
18. Christijan Albers, Minardi-Cosworth
19. Patrick Friesacher, Minardi-Cosworth

### Förare som bröt loppet
- Narain Karthikeyan, Jordan-Toyota (varv 10, elsystem)